# Kafrziba
Kafrziba (arab. كفرزيبا) – miejscowość w Syrii, w muhafazie Idlib. W 2004 roku liczyła 1064 mieszkańców.